# Toffo
Toffo es una comuna beninesa perteneciente al departamento de Atlantique.
En 2013 la comuna tiene una población total de 101 585 habitantes.
Se ubica en la esquina noroccidental del departamento.

## Subdivisiones
Comprende los siguientes arrondissements:
- Agué
- Colli-Agbamè
- Coussi
- Damè
- Djanglanmè
- Houégbo
- Kpomé
- Sè
- Séhouè
- Toffo-Agué